# Associazione Calcio Femminile Gorgonzola 1980
Questa voce raccoglie le informazioni riguardanti l'Associazione Calcio Femminile Gorgonzola nelle competizioni ufficiali della stagione 1980.

## Rosa
Rosa aggiornata alla fine della stagione.
| N. |                   | Ruolo | Calciatrice             |
| -- | ----------------- | ----- | ----------------------- |
| 3  | Italia (bandiera) | D     | Paola Araldi            |
| 7  | Italia (bandiera) | C     | Mariangela Bonanomi     |
| 7  | Italia (bandiera) | A     | Caterina Fuoco          |
| 8  | Italia (bandiera) | A     | Assunta Giovanna Gualdi |
| 4  | Scozia (bandiera) | D     | June Hunter             |
| 7  | Italia (bandiera) | A     | Ivana Manzoni (c)       |
| 3  | Italia (bandiera) | D     | Emanuela Marchiori      |
| 10 | Scozia (bandiera) | A     | Edna Neillis            |

| N. |                   | Ruolo | Calciatrice           |
| -- | ----------------- | ----- | --------------------- |
| 10 | Italia (bandiera) | A     | Rita Nocera           |
| 2  | Italia (bandiera) | D     | Marisa Perin          |
| 11 | Spagna (bandiera) | A     | Conchi Sánchez Freire |
| 1  | Italia (bandiera) | P     | Wilma Seghetti        |
| 5  | Italia (bandiera) | C     | Isabella Solia        |
| 9  | Italia (bandiera) | A     | Elisabetta Vignotto   |
| 6  | Italia (bandiera) | C     | Teresa Villa          |

## Statistiche

### Statistiche dei giocatori
Nei totali di campionato è stata computata la gara di spareggio.
| Giocatore         | Serie A  | Serie A | Serie A     | Serie A    | Coppa Italia | Coppa Italia | Coppa Italia | Coppa Italia | Totale   | Totale | Totale      | Totale     |
| Giocatore         | Presenze | Reti    | Ammonizioni | Espulsioni | Presenze     | Reti         | Ammonizioni  | Espulsioni   | Presenze | Reti   | Ammonizioni | Espulsioni |
| ----------------- | -------- | ------- | ----------- | ---------- | ------------ | ------------ | ------------ | ------------ | -------- | ------ | ----------- | ---------- |
| P. Araldi         | 19       | 0       | 0           | 0          | 8            | 0            | 0            | 0            | 27       | 0      | 0           | 0          |
| M. Bonanomi       | 2        | 1       | 0           | 0          | 5            | -1           | 0            | 0            | 7        | 0      | 0           | 0          |
| C. Fuoco          | 15       | 2       | 0           | 0          | 7            | 0            | 0            | 0            | 22       | 2      | 0           | 0          |
| A.G. Gualdi       | 19       | 3       | 0           | 0          | 5            | 0            | 1            | 0            | 24       | 3      | 1           | 0          |
| J. Hunter         | 18       | 1       | 0           | 0          | 8            | 0            | 0            | 0            | 26       | 1      | 0           | 0          |
| I. Manzoni        | 10       | 3       | 0           | 0          | 0            | 0            | 0            | 0            | 10       | 3      | 0           | 0          |
| E. Marchiori      | 0        | 0       | 0           | 0          | 1            | 0            | 0            | 0            | 1        | 0      | 0           | 0          |
| E. Neillis        | 18       | 5       | 0           | 0          | 7            | 3            | 0            | 0            | 25       | 8      | 0           | 0          |
| R. Nocera         | 0        | 0       | 0           | 0          | 2            | 0            | 0            | 0            | 2        | 0      | 0           | 0          |
| M. Perin          | 19       | 0       | 0           | 0          | 8            | 1            | 0            | 0            | 27       | 1      | 0           | 0          |
| C. Sánchez Freire | 19       | 9       | 0           | 0          | 2            | 0            | 0            | 0            | 21       | 9      | 0           | 0          |
| W. Seghetti       | 19       | -9      | 0           | 0          | 3            | -4           | 0            | 0            | 22       | -13    | 0           | 0          |
| I. Solia          | 19       | 0       | 0           | 0          | 8            | 0            | 0            | 0            | 27       | 0      | 0           | 0          |
| E. Vignotto       | 18       | 29      | 0           | 0          | 8            | 6            | 0            | 0            | 26       | 35     | 0           | 0          |
| T. Villa          | 18       | 0       | 0           | 0          | 7            | 0            | 0            | 0            | 25       | 0      | 0           | 0          |